# Рогожина, Людмила Николаевна
Людмила Николаевна Рогожина (после замужества — Муравьева) (род. 27 мая 1959, Днепропетровск, Украинская ССР, СССР) — советская баскетболистка. Заслуженный мастер спорта СССР (1980).
Окончила Санкт-Петербургский государственный торгово-экономический университет.

## Биография
Выступала за «Сталь» (Днепропетровск) (1974—1976), «Спартак» (Ленинград) (1976—1987), «Электросила» (Ленинград) (1987—1990).

## Достижения
- Олимпийская чемпионка: 1980.
- Чемпионка мира: 1983.
- Чемпионка Европы: 1980, 1981, 1983.
- Серебряный призёр чемпионата мира: 1986.
- Чемпионка Европы среди девушек (U-16): 1976.
- Чемпионка Европы среди юниорок (U-18): 1977.
- Чемпионка Универсиады: 1981.
- Победительница международных соревнований «Дружба-84».
- Серебряный призёр Игр доброй воли: 1986.
- Чемпионка СССР: 1990.
- Серебряный призёр чемпионата СССР: 1987.
- Бронзовый призёр чемпионата СССР: 1988.
- Серебряный призёр Спартакиады народов СССР: 1983.

## Награды
- Медаль «За трудовую доблесть»
- Орден «Знак Почёта» (1985)